# Undino-Posielje
Undino-Posielje (ros. Ундино-Поселье) – wieś w Rosji, w Kraju Zabajkalskim, w rejonie balejskim. W 2010 liczyła 1183 mieszkańców.